# تلمبه شهید خسرو نظری
تلمبه شهید خسرو نظری یک منطقهٔ مسکونی در ایران است که در دهستان ایج واقع شده‌است.